# Франциск Ксаверий

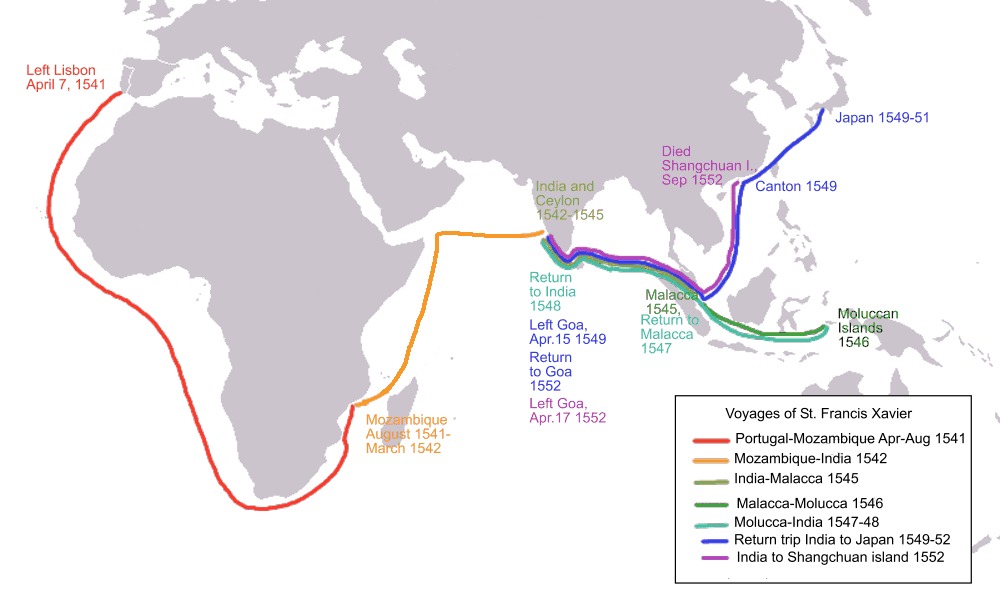
Миссионерские путешествия Франциска Ксаверия

Франциск Ксаверий (лат. Franciscus Xaverius, Франсиско Хавьер, исп. Francisco (de) Javier, баск. Frantzisko Xabierkoa, при рождении Франциско де Хасса и Аспиликуэта, исп. Francisco de Jasso y Azpilicueta; 7 апреля 1506, Хавьер, Наварра — 2 декабря, 1552, остров Шанчуаньдао у побережья Китая) — католический святой и миссионер. Один из основателей Общества Иисуса (ордена Иезуитов). Был первым католическим миссионером в Японии.

## Ранняя жизнь

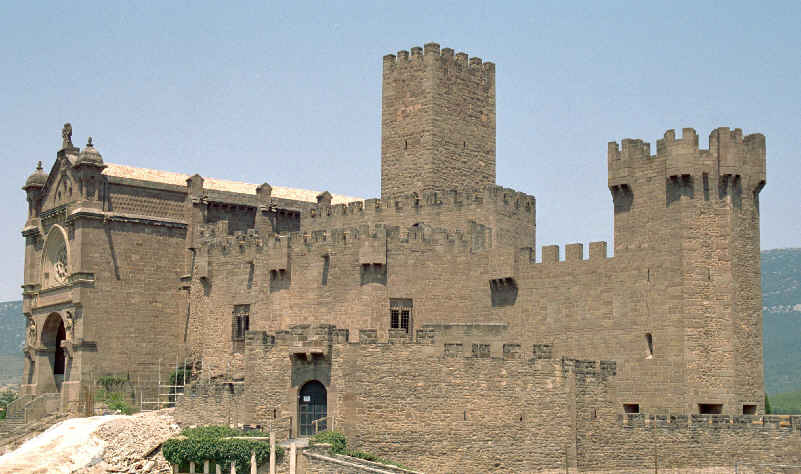
Замок Хавьер

Родился 7 апреля 1506 года в аристократической баскской наваррской семье в замке Хавьер (Наварра, Испания). Его отцом был Хуан де Хассо-и-Атондо, который принадлежал к зажиточной крестьянской семье и получил докторскую степень в области юриспруденции в Болонском университете, а затем стал тайным советником и министром финансов при дворе короля Жана III д’Альбре. Мать Донья Мария де Аспилькуэта-и-Аснарес была единственной наследницей двух аристократических наваррских родов. В 1512 году Кастилия вторглась в Наварру. Старшие братья Франциска в составе французско-наваррского войска приняли участие в неудачной попытке изгнать войска Кастилии из Наварры, после чего регент Кастилии кардинал Франсиско Хименес де Сиснерос конфисковал земли семьи Хавьеров и приказал частично разрушить их фамильный замок. Отец Франциска Ксаверия умер в 1515 году.
В 1525 году возрасте 19 лет отправился учиться в Париж в Колледж Сен-Барб, где получил степень магистра искусств в 1530 году, после чего преподавал философию Аристотеля в Колледже Бове.
Первые иезуиты

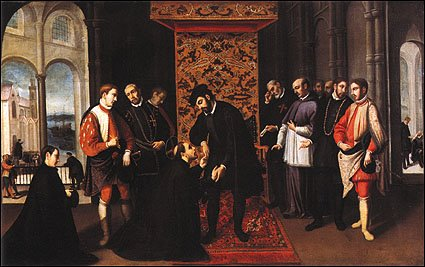
Аудиенция Франциска Ксаверия с португальским королём Жуаном III

В 1529 году познакомился с Игнатием Лойолой, с которым проживал в одной комнате. 15 августа 1534 года в часовне Монмартра Игнатий де Лойола совместно с Франциском Ксаверием, Петром Фавром, Диего Лаинесом, Альфонсом Сальмероном, Николаем Альфонсом Бобадильей и Симаном Родригишем принесли друг перед другом обеты послушания, целомудрия и бедности. Этот день считается днём основанием Общества Иисуса. В  1537 году он вместе со своими товарищами (их было уже 9 человек) прибыл в Рим, где они были приняты Римским папой Павлом III. По отбытии из Рима 24 июня 1537 года в Венеции был рукоположён в священника. В 1540 году написал устав иезуитского ордена под названием «Формула института», который был утверждён буллой Римского папы Павла III 17 сентября 1540 года.
В 1540 году португальский король Жуан III попросил посла при Ватикане Педру ди Машкареньяша обратиться к Святому Престолу с просьбой направить миссионеров для работы в португальской Индии. Игнатий Лойола назначил на миссию Симана Родригиша и Николая Альфонса Бобадилью, который, заболев радикулитом, отказался от направления, после чего Игнатий Лойола просил Франциска Ксаверия. 15 марта 1540 года, взяв с собою бревиарий, катехизис и популярную в то время книгу хорватского гуманиста Марко Марулича «De Institutione bene vivendi» отправился в Лиссабон, где встретился на аудиенции с португальским королём.

## Миссионерская работа
Будучи первым миссионером в истории ордена иезуитов, Франциск Ксаверий посвятил большую часть своей жизни миссии в Индии и странах Юго-Восточной Азии и Дальнего Востока. После своего отплытия из Европы в 1541 году он провёл оставшуюся свою жизнь в Индии с 1542 года по 1544 год, на Молуккских островах с 1545 года по 1547 год и в Японии с 1549 год по 1551 год.

### Гоа и Индия

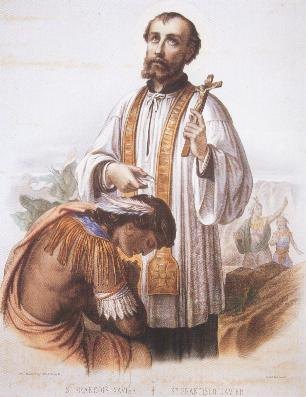
Франциск Ксаверий крестит индийца

7 апреля 1541 года Франциск Ксаверий на борту корабля «Сантьяго» отправился из Лиссабона вместе с двумя другими иезуитами и новым вице-королём Мартином Афонсу де Соуза. После этого отплытия он больше не вернулся в Европу. С августа 1541 года до марта 1542 года он находился в Мозамбике, который в то время был частью португальской колонии Португальская Восточная Африка. На Мадагаскаре он получил известие, что Святой Престол назначил его апостольским нунцием Востока. 6 мая 1542 года прибыл в Гоа, которая в то время была столицей португальской Индии. Центром миссионерской деятельности Франциска Ксаверия в первые три года его деятельности был индийский город Гоа. Первоначально занимался миссионерской деятельностью среди португальских колонистов. В Гоа возглавил колледж Святого Павла, который в будущем стал первым миссионерским пунктом иезуитов в Азии. Позднее стал совершать из Гоа многочисленные поездки по южной Индии и соседним странам.
20 сентября 1542 года он начал свою миссию среди народа паравас, ловцов жемчуга с восточного берега южной Индии. Затем он помогал обращению в христианство короля Траванкоре с западного берега Индии, а также посетил остров Цейлон. В течение трёх лет он построил около 40 храмов на южном побережье Индии, в том числе церковь Святого Стефана в Комбутураи, о которой упоминал в своём письме от 1544 года. В это же время он посетил гробницу святого апостола Фомы в Майлаппуре (сегодня — часть города Ченнаи). Во время своей миссионерской деятельности в Индии проповедовал в основном среди индийской бедноты, что из-за противодействия брахманов не привело к большому результату. Его преемник Маттео Риччи сменил тактику, став заниматься миссионерством среди индийской аристократии.
В 1545 году он решил переместить миссионерскую активность восточнее — на Молуккские острова (сегодняшняя Индонезия). После прибытия в Малакку в октябре 1545 года и после трёх месяцев напрасного ожидания корабля в Макассар, он решил изменить цель своего путешествия. 1 января 1546 года он покинул Малакку и отправился на остров Амбон, где он оставался до середины июня. Затем он посетил другие острова Молуккского архипелага. После этого он возвратился на остров Амбон, а затем в Малакку. Он возвратился в Индию в январе 1548 года. Следующие пятнадцать месяцев были посвящены различным путешествиям и административным делам в Индии.

### Япония
В декабре 1547 года в Малакке Франциск Ксаверий познакомился с японцем из Кагосимы по имени Андзиро, который, услышав о Франциске Ксаверии в 1545 году, отправился в путешествие из Кагосимы в Малакку специально, чтобы встретиться с ним. После знакомства с Андзиро Франциск Ксаверий решил отправиться в Японию. 15 апреля 1549 года Франциск Ксаверий оставил Гоа, вновь посетил Малакку, и прибыл в Кантон. В путешествии его сопровождали Андзиро, два других японца, а также отец Космэ де Торрес и брат Хуан Фернандес. С собой он взял подарки для «Короля Японии», которому намеревался представиться апостольским нунцием.
Франциск Ксаверий прибыл к берегу Японии 27 июля 1549 года, но из-за запрещения выходить на берег пробыл на борту корабля около Кагосимы до 15 августа 1549 года. Он сошёл на берег в Кагосиме, которая была главным портом провинции Сацума (остров Кюсю). Как представитель португальского короля был принят 29 сентября 1549 года губернатором провинции Сацумы Симацу Такахисой (1514—1571). Он был тепло встречен и оставался гостем семьи Андзиро до октября 1550 года. Андзиро принял крещение с именем Паоло-де-Санта-Фе и был переводчиком при Франциске Ксаверии. Также были крещены около ста родственников Андзиро. Потом с октября по декабрь 1550 года жил в Ямагути. Незадолго до Рождества отправился в Киото, чтобы встретиться с японским императором, что ему не удалось сделать. В марте 1551 года возвратился в Ямагути. Здесь ему было разрешено проповедовать перед даймё, но так как он не знал японского языка, он вынужден был ограничиться чтением вслух перевода катехизиса.

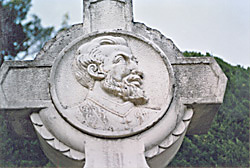
Памятник св. Франциску Ксаверию, Хирадо, Нагасаки, Япония

Узнав, что в Японии бедность считалась пороком, изменил тактику миссионерской деятельности, став проповедовать среди богатых японцев. Услышав, что португальский корабль остановился в провинции Бунго на острове Кюсю, отправился к морякам, чтобы устроить вместе с ними пышную церемонию перед губернатором Осиндоно и как представитель португальского короля преподнести ему «ценные подарки» от короля. В своих проповедях среди японцев, чтобы донести до них христианское значение Бога, употреблял буддистский термин Дайнити.
В конце концов, его более чем двухлетняя миссия в Японии оказалась успешной. В Хирадо, Ямагути и Бунго образовались первые католические общины. Он решил вернуться в Индию. Во время путешествия буря заставила корабль остановиться на острове возле Гуанчжоу, в Китае. Там он встретил богатого торговца Диего Перейра, своего старого друга по Индии, который показал ему письмо одного португальца, который находился под стражей в Гуанчжоу. Заключённый просил португальского посла заступиться за него перед китайским императором. 27 декабря 1551 года корабль с Франциском остановился в Малакке, а в январе 1552 года он прибыл обратно в Гоа.
17 апреля он вновь отправился в путь вместе с Диего Перейра, который выступал в качестве посла короля Португалии на борту корабля «Санта Круз». На этот раз его целью был Китай. Однако он обнаружил, что забыл свои верительные письма. Поэтому в Малакке у него возник конфликт с «капитаном» Альваро де Атайде де Гама, который к тому времени имел полную власть в гавани. Альваро де Атайде де Гама отказался признавать его титул апостольского нунция и потребовал от Перейро отказаться от титула посла и нанять новый экипаж для корабля, оставив дары императору в Малакке.

## Смерть
В начале сентября 1552 года корабль «Санта Круз» достиг китайского острова Шанчуань, в 10 км от южного берега континентального Китая (современный уезд Тайшань округа Цзянмэнь), в 200 км к юго-западу от того места, где позднее возник Гонконг. В те годы (до основания Макао) этот остров был единственным местом в Китае, которое регулярно разрешалось посещать европейцам, да и то лишь для сезонной торговли. На этот раз компанию Франциску Ксаверию составляли студент-иезуит Альваро Ферейра, китаец Антонио и слуга из Малабара Кристофер. В середине ноября он послал письмо, в котором писал, что один человек согласился доставить его на материк за большую сумму денег. Отослав назад Альваро Ферейра, Франциск Ксаверий остался только с Антонио. 21 ноября 1552 года он упал в обморок после мессы. Он умер на острове 2 декабря 1552 года в одинокой хижине в возрасте 46 лет, не сумев достигнуть материкового Китая. При нём был только слуга-китаец Антоний, обращённый им в христианство, который и похоронил его на берегу острова Шанчуань. В феврале 1553 года его тело было вывезено с острова Шанчуань и 22 марта 1553 года временно захоронено в церкви Святого Павла в Малакке. 15 апреля 1553 года Перейра, вернувшийся с Гоа, перевёз его тело в свой дом. 11 декабря 1553 года тело Ксаверия было перевезено в Гоа, где оно и находится до настоящего времени в базилике Бон-Жезуш в Старом Гоа. Раз в 10 лет на 6 недель его нетленные мощи выставляются для всеобщего обозрения (последний раз это было в 2014 году). Существуют разные мнения о том, как тело может оставаться нетленным такое длительное время. Некоторые считают, что его тело было забальзамировано; другие настаивают, что это свидетельство чуда.
Правое предплечье мощей святого Франциска Ксаверия было передано в 1614 году генеральному настоятелю ордена иезуитов Клаудио Аквавиве и помещено в реликварий иезуитской церкви в Риме. Левое предплечье мощей первоначально находилось в Макао в соборе святого Павла, в 1978 году было перемещено в часовню святого Иосифа на остров Колоан около Макао.

## Наследие

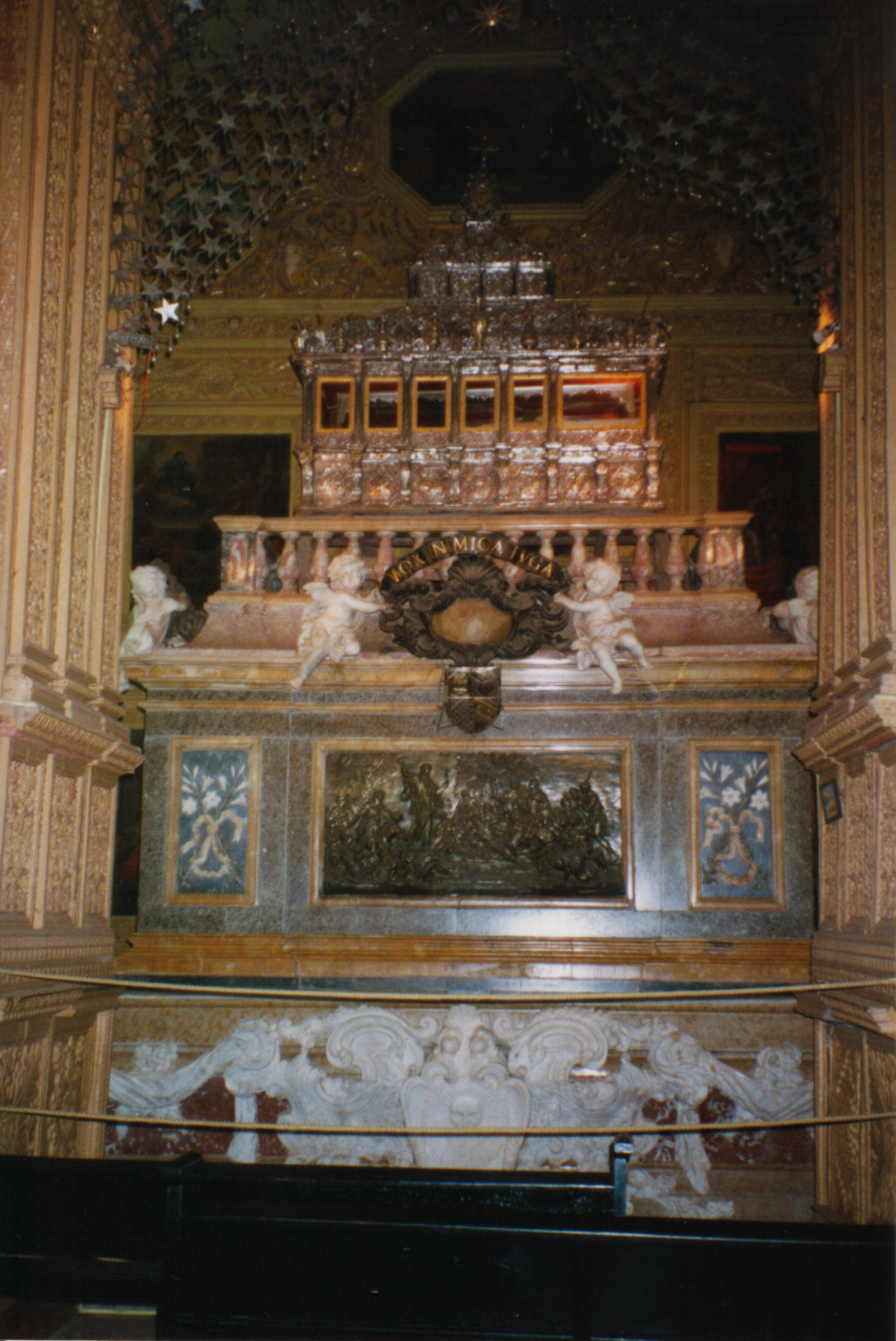
Усыпальница Франциска Ксаверия в Гоа

Франциск Ксаверий выполнил огромную работу по распространению католицизма в странах Азии, и как организатор, и как первопроходец. Найдя компромисс с древней церковью святого Фомы в Индии, он тем самым разработал основы миссионерских методов Общества Иисуса. Он соединял христианскую миссию и политику, и, в принципе, был не против распространения христианства силой (см. его письмо королю Португалии Жуану III, написанное 20 января 1548 года).
Он обладал качествами великого миссионера, был харизматической личностью, имел огромный лингвистический талант и всегда без остановок рвался вперёд. Его деятельность оставила огромный след в миссионерской истории Индии, Японии и Китая, указав путь для дальнейших поколений католических миссионеров, не только иезуитов.
Он сам смог увидеть многие из результатов своей работы, но цели, которые он ставил перед собой, были намного больше. Так как Римско-Католическая Церковь ответила на его призыв, поняв важность того, что он делал, эффект от его усилий распространился далеко за пределами его собственного ордена. Широкой нынешней распространённостью в мире Католическая Церковь, в значительной степени, обязана Франциску Ксаверию, Маттео Риччи и всему поколению миссионеров того времени.

## Прославление
День памяти в Католической Церкви — 3 декабря.
Франциск Ксаверий был беатифицирован Римским папой Павлом V 25 октября 1619 года и канонизирован Римским папой Григорием XV 12 марта 1622 года одновременно с Игнатием Лойолой.
В 1839 году Теодор Джеймс Райкен основал Братство Ксаверия или Конгрегацию Святого Франциска Ксаверия. В настоящее время в США существуют более 20 высших учебных заведений, спонсируемых этой конгрегацией.
В 1927 году Римский папа Пий XI издал декрет «Apostolicorum in Missionibus», которым наряду с Терезой из Лизьё придал Франциску Ксаверию титул «Патрон всех иностранных миссий», а в 1952 году Пий XII объявил его покровителем туристов. Франциск Ксаверий считается покровителем Австралии, Борнео, Китая, Индии, Гоа, Японии и Новой Зеландии. Наряду с Фирмином Амьенским, также считается покровителем Наварры. Многие церкви и университеты по всему миру названы в честь Франциска Ксаверия.
В честь святого Франциска Ксаверия каждый год с 4 до 12 марта (дня канонизации святого) проводится Хавьерада (исп. Javierada), девятидневное массовое паломничество к замку Хавьер.
Личные имена Ксавье, Ксавьер, Хавьер, Шавьер, Саверио и другие варианты, употребительные у католиков, происходят от имени Франциска Ксаверия.
День памяти святого Франциска Ксаверия — 3 декабря — в 1949 году был объявлен Днём баскского языка.